# Marco Junio Silano Torcuato (cónsul 46)
Marco Junio Silano Torcuato (14-54) fue senador romano y cónsul en el año 46, con Décimo Valerio Asiático como colega.

## Biografía
Marco Silano era el hijo mayor de Marco Junio Silano Torcuato, cónsul en el año 19 y de Emilia Lépida. Su madre era bisnieta del emperador Augusto. Como miembro de la familia imperial, Silano podría considerarse un posible candidato para la sucesión del emperador.
Aunque fue honrado con un consulado por el emperador Claudio en 46, y sirvió como gobernador proconsular de Asia, Silano no sobrevivió a la muerte de este emperador, a quien el historiador Tácito sugiere que fue "ayudado en su camino hacia la divinidad", consumiendo funghi porcini empapados en veneno (infusum delectabili cibo boleto venenum), que se dice, se administró por instigación de la cuarta esposa del emperador, Agripina la Menor.
Pese a que Tácito exonera de la muerte de Silano a Nerón, el 'primer crimen del nuevo principado', el historiador presenta a Agripina, la madre de Nerón, como la arquitecta del asesinato, porque temía que Silano vengara la muerte de su hermano Lucio, de la que fue su perpetradora. Al igual que con Claudio, el veneno fue el medio empleado para poner fin a  la vida de Silano. Dión Casio en su Historia romana relata que Agripina suministró a Silano el mismo veneno que le dio a su difunto esposo; y Tácito nos informa que el veneno letal fue administrada por un romano de la clase ecuestre llamado Publio Celerio, con el ayuda de un liberto llamado Helio. Los dos cometieron el crimen abiertamente, y la provincia romana de Asia finalmente procesó a Celerio por este hecho. Y según Tácito, el emperador se aseguró de que la acusación se retrasara hasta tal punto que Celerio murió de viejo.
El hijo de Silano, Lucio Junio Silano Torcuato, a quien Tácito llama un joven modesto y de temperamento tenaz (modesta iuventa), fue considerado una amenaza por motivos similares a los de su padre, y los informantes pronto inventaron una conspiración que lo implicaba a él y a su tía Junia Lépida por cargos de ritos mágicos e incesto. Al ser exiliado a Bari, fue atacado por un centurión y varios guardias. Sin embargo, el joven Silano no se abrió las venas cuando se le invitó a hacerlo, sino que luchó con sus puños, y Tácito señala que el centurión se vio obligado a atravesarlo con su espada, hasta morir.